# Nycteris nana
Nycteris nana é uma espécie de morcego da família Nycteridae. Pode ser encontrada na África Ocidental e Central: Costa do Marfim, Gana, Togo, Camarões, Guiné Equatorial, Angola, República Democrática do Congo, República Centro-africana, Sudão, Uganda, Quênia, Ruanda e Tanzânia.